# 日野有範
日野 有範（ひの ありのり、生年不詳 - 安元2年（1176年）?）は、平安時代後期の貴族。藤原北家真夏流、右中弁・日野有信の四男。官位は正五位下・皇太后宮大進。浄土真宗の宗祖親鸞の父。三室戸大進入道と号した。
崇徳天皇の侍講をつとめた。